# Idzbark
Idzbark (niem. Hirschberg) – wieś w Polsce, położona w województwie warmińsko-mazurskim, w powiecie ostródzkim, w gminie Ostróda, nad jeziorem Ostrowin.
W latach 1975–1998 wieś administracyjnie należała do województwa olsztyńskiego.
We wsi znajduje się szkoła podstawowa, jednostka Ochotniczej Straży Pożarnej, gospodarstwa agroturystyczne, sklep spożywczo-przemysłowy, prywatne przedszkole ze żłobkiem. We wsi działa Wioska Pana Twardowskiego.
| SIMC    | Nazwa          | Rodzaj    |
| ------- | -------------- | --------- |
| 0485032 | Idzbarski Młyn | część wsi |

## Historia
Wieś czynszowa, lokowana na 60 włókach w 1327 r. przez komtura ostródzkiego Lutera z Brunszwiku. Zasadźca był niejaki Henryk. W 1338 r. Aleksander von Kornre wystawił przywilej na 30 włók wiernemu słudze Hanusowi Messerowi. W czasie wojny polko-krzyżackiej z 50 włók (w tym 10 włók szkolnych i kościelnych) aż 10 włok leżało odłogiem. Przed reformacją w Idzbarku była kaplica, powiązana z parafią ostródzką. W 1540 roku we wsi był sołtys, karczmarz, młynarz, dwóch pszczelarzy, 11 chłopów, trzech zagrodników i pastuch. W 1552 r. Idzbark był zamieszkany przez ludność pochodzenia polskiego i niemieckiego. W 1576 r. pszczelarze z Idzbarka, Samborowa, Zwierzewa, Dągu i Parwółk skarżyli się, że nie mogą według starych zwyczajów zatrzymywać dla siebie po jednym plastrze miodu z każdej wybranej barci. Skarga ta nie został uwzględniona i pozwolono im na zatrzymywania dla siebie tylko po jednym plastrze miodu w ogóle. W 1577 r. kasa kościelna w Ostródzie przekazała pieniądze na zniszczony kościół w Idzbarku. W tym czasie wieś obejmowała 52 włoki, żyło w niej 22 chłopów (każdy uprawiał po 2 włóki), sołtys, młynarz, karczmarz, kowal, krawiec i dwóch pastuchów.  
W 1614 r. na 60 włók aż 14 było niezagospodarowanych. W 1621 we wsi mieszkała ludność wyłącznie pochodzenia polskiego. W 1626 r. we wsi stacjonowała konnica elektorska pod dowództwem porucznika Wolfa von Wernsdorfa. Okoliczne wsie zobowiązane były dostarczać furaż dla koni oraz żywność i piwo dla żołnierzy. W 1633 r., po wojnie i po epidemii która dotknęła okolice, 18 gospodarstw chłopskich leżało odłogiem a pięć kolejnych nie miało spadkobierców. We wsi panował głód. W 1665 r. proboszcz z Ostródy odprawiał w Idzbarku co trzecią niedzielę mszę w języku polskim. Pod koniec XVII w. szafarz z Tyrowa założył w Idzbarku owczarnię na 150 owiec. Na potrzeby majątku i szafarni przyznano 12 włók ziemi, które w 1699 r. wydzierżawił miłomłyński szafarz Mateusz Witkowski. W 1770 r., po rozebraniu kaplicy, nabożeństwa odbywały się w budynku szkolnym. Jednakże pod koniec XVIII w. budynek szkolny nie nadawał się już do użytkowania. W tym czasie we wsi było 29 domów. Młyn należał do Ostrowina.
W 1820 r. we wsi było 40 domów i mieszkało w niej 247 osób.. W 1880 r. w Idzbarku było 993 mieszkańców. W 1895 r. mieszkało tu 1088 osób. W 1925 r. Idzbark zajmował obszar 1044,9 ha ziemi i mieszkało w nim 924 osoby. W 1939 r. we wsi było 826 mieszkańców.